# Kabambaie
Kabambaie eller Kabambaye är ett vattendrag i Kongo-Kinshasa, ett biflöde till Kasaï. Det ligger i provinsen Kasaï, i den centrala delen av landet, 600 km öster om huvudstaden Kinshasa. Det bildar gräns mellan territorierna Luebo och Kamonia.